# Hadol (Vosges)
Hadol és un municipi francès, situat al departament dels Vosges i a la regió del Gran Est. L'any 2007 tenia 2.231 habitants.

## Demografia

### Població
El 2007 la població de fet de Hadol era de 2.231 persones. Hi havia 844 famílies, de les quals 162 eren unipersonals (79 homes vivint sols i 83 dones vivint soles), 305 parelles sense fills, 325 parelles amb fills i 52 famílies monoparentals amb fills.
La població ha evolucionat segons el següent gràfic:
Habitants censats

### Habitatges
El 2007 hi havia 950 habitatges, 851 eren l'habitatge principal de la família, 24 eren segones residències i 75 estaven desocupats. 889 eren cases i 60 eren apartaments. Dels 851 habitatges principals, 726 estaven ocupats pels seus propietaris, 101 estaven llogats i ocupats pels llogaters i 24 estaven cedits a títol gratuït; 23 tenien dues cambres, 68 en tenien tres, 160 en tenien quatre i 601 en tenien cinc o més. 725 habitatges disposaven pel capbaix d'una plaça de pàrquing. A 300 habitatges hi havia un automòbil i a 497 n'hi havia dos o més.

### Piràmide de població
La piràmide de població per edats i sexe el 2009 era:
| Homes | Edats   | Dones |
| ----- | ------- | ----- |
| 4     | 95 o +  | 4     |
| 0     | 90 a 94 | 12    |
| 8     | 85 a 89 | 24    |
| 4     | 80 a 84 | 0     |
| 16    | 75 a 79 | 36    |
| 36    | 70 a 74 | 36    |
| 28    | 65 a 69 | 56    |
| 60    | 60 a 64 | 72    |
| 64    | 55 a 59 | 32    |
| 64    | 50 a 54 | 64    |
| 88    | 45 a 49 | 60    |
| 96    | 40 a 44 | 96    |
| 104   | 35 a 39 | 92    |
| 52    | 30 a 34 | 104   |
| 48    | 25 a 29 | 28    |
| 44    | 20 a 24 | 16    |
| 104   | 15 a 19 | 92    |
| 120   | 10 a 14 | 92    |
| 88    | 5 a 9   | 56    |
| 68    | 0 a 4   | 44    |

## Economia
El 2007 la població en edat de treballar era de 1.486 persones, 1.098 eren actives i 388 eren inactives. De les 1.098 persones actives 1.024 estaven ocupades (551 homes i 473 dones) i 75 estaven aturades (30 homes i 45 dones). De les 388 persones inactives 169 estaven jubilades, 126 estaven estudiant i 93 estaven classificades com a «altres inactius».

### Ingressos
El 2009 a Hadol hi havia 862 unitats fiscals que integraven 2.268 persones, la mediana anual d'ingressos fiscals per persona era de 18.474 €.

### Activitats econòmiques
Dels 67 establiments que hi havia el 2007, 3 eren d'empreses extractives, 2 d'empreses alimentàries, 3 d'empreses de fabricació d'altres productes industrials, 20 d'empreses de construcció, 17 d'empreses de comerç i reparació d'automòbils, 3 d'empreses de transport, 2 d'empreses d'hostatgeria i restauració, 1 d'una empresa d'informació i comunicació, 1 d'una empresa financera, 3 d'empreses immobiliàries, 5 d'empreses de serveis, 4 d'entitats de l'administració pública i 3 d'empreses classificades com a «altres activitats de serveis».
Dels 26 establiments de servei als particulars que hi havia el 2009, 1 era una oficina de correu, 6 tallers de reparació d'automòbils i de material agrícola, 2 paletes, 4 guixaires pintors, 5 fusteries, 2 lampisteries, 2 electricistes, 2 perruqueries i 2 restaurants.
Els 2 establiments comercials que hi havia el 2009 eren fleques.
L'any 2000 a Hadol hi havia 74 explotacions agrícoles que ocupaven un total de 2.142 hectàrees.

## Equipaments sanitaris i escolars
L'únic equipament sanitari que hi havia el 2009 era una farmàcia. El 2009 hi havia 1 escola maternal i 2 escoles elementals.

## Poblacions properes
El següent diagrama mostra les poblacions més properes.